# (748) Simeïsa

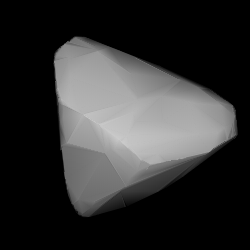
Konvexes 3D-Formmodell von 748 Simeïsa, berechnet anhand der Lichtkurve des Asteroiden

(748) Simeïsa ist ein Asteroid des Hauptgürtels, der am 14. März 1913 vom russischen Astronomen Grigori Nikolajewitsch Neuimin in Simejis entdeckt wurde.
Der Asteroid ist nach dem Standort Simejis des Krim-Observatoriums benannt.